# 若王子遠文
若王子 遠文（にゃくおうじ ふかあや / にゃこうじ ふかや、1828年8月27日（文政11年7月17日）- 1898年（明治31年）2月10日）は、幕末の僧侶、明治期の宮内官、政治家、華族。貴族院男爵議員。旧姓・山科、法名・雄厳、幼名・多寿麿。

## 経歴
山城国京都で権大納言・山科言知の二男として生まれる。天保14年3月16日（1843年4月15日）聖護院雄仁法親王門跡に入室し、得度して雄厳と名乗り若王子大僧正盈源の附弟となり、同年8月12日 （9月5日）に若王子を相続して住職・少僧都に就任。熊野三山奉行職、住心院室住職を兼務し、慶応2年（1866年）大僧正となる。慶応4年2月25日（1868年3月18日）復飾を命ぜられ遠文と改名した。同日、海軍総督・聖護院宮嘉言親王（雄仁法親王復飾）の輔翼を命ぜられ大坂に出張した。明治2年2月21日（1869年4月2日）、山科家庶流として堂上格に列した。同年4月17日（5月28日）従五位下に叙され、同年5月2日（6月11日）元服して昇殿を許された。1884年（明治17年）7月8日、男爵を叙爵した。
明治2年（1869年）宮中勤番となり、以後、堺県出仕、華族会館京都分局第六部長心得、殿掌、第八区副取締役などを務めた。1890年（明治23年）7月10日、貴族院男爵議員に選出され、死去するまで2期在任した。

## 親族
- 母:家女房[4]
- 妻:治子（おさこ、持明院基政二女）[1]
- 長男:文健（貴族院男爵議員）[1]